# 十宜樓
24°03′12″N 120°26′07″E / 24.0533807636333°N 120.435194486604°E
十宜樓是一座位於臺灣彰化縣鹿港的長條形店屋建築，建於清乾隆嘉慶時期前後，並歷經改建形成今日樣貌。

## 概略
十宜樓位在鹿港金盛巷內，有時又稱「跑馬樓」，是廈郊商行慶昌陳氏家族的宅第。十宜樓之「十宜」意指「琴、棋、詩、酒、畫、花、月、博、煙、茶」。

## 建築

### 風格型制
十宜樓的店屋立面為1934年建成，屬前現代主義風格。其後設有一天橋。十宜樓後段與其左右共三間房屋連接相通。
其設有銃櫃於金盛巷道高聳壁體上，又稱鎗櫃或鎗樓，其前、左、右各有一銃眼，可居高臨下監視外方動靜。另有跑馬廊橫跨於金盛巷連結兩邊房屋。

### 格局位置
十宜樓的前方昔日為五福大街（今中山路147號、149號）。其格局為二坎二進一院的建築型式；第一進房舍內有一座作通風採光用的樓井。

## 位置相片集

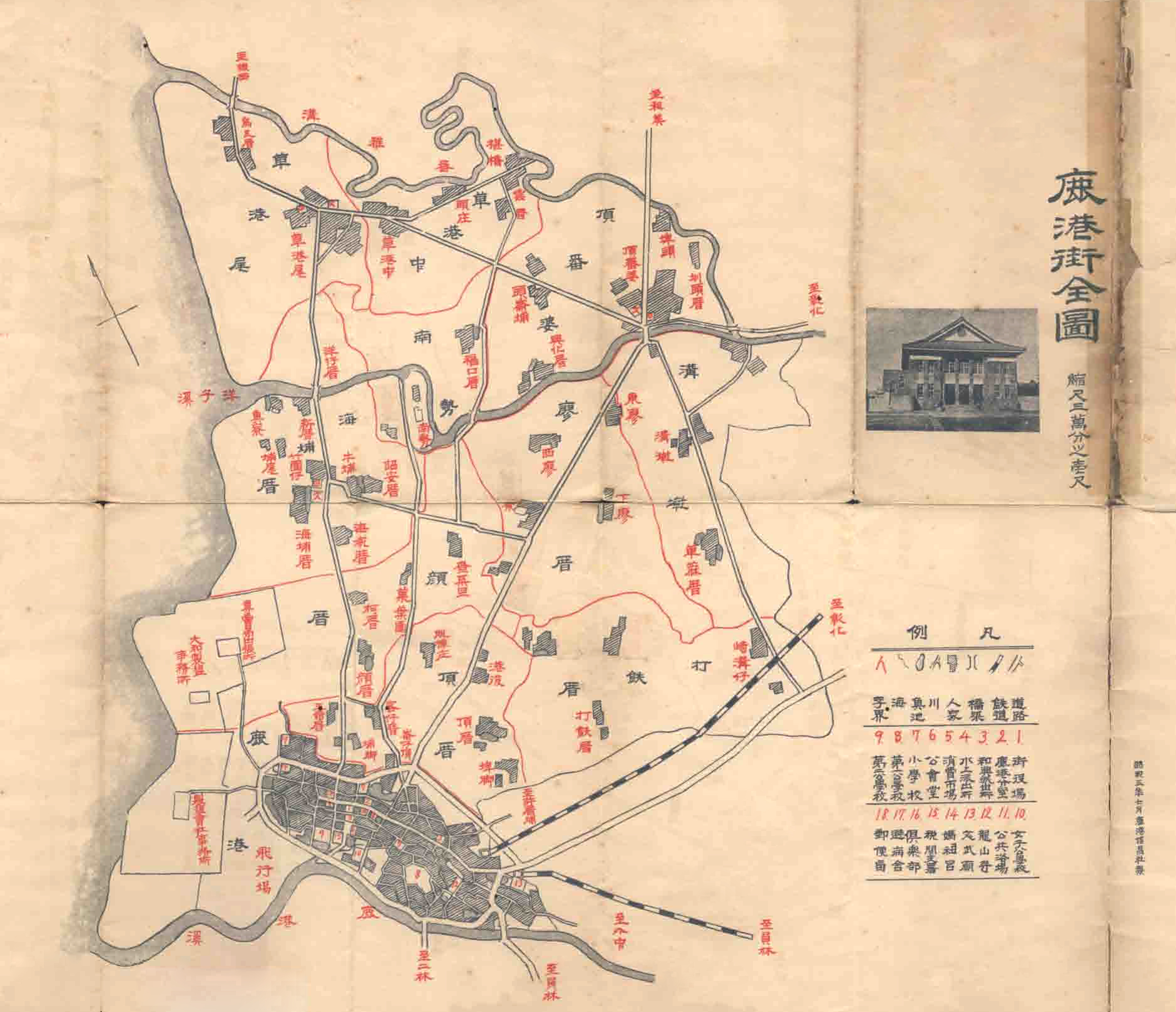
鹿港街全圖1930
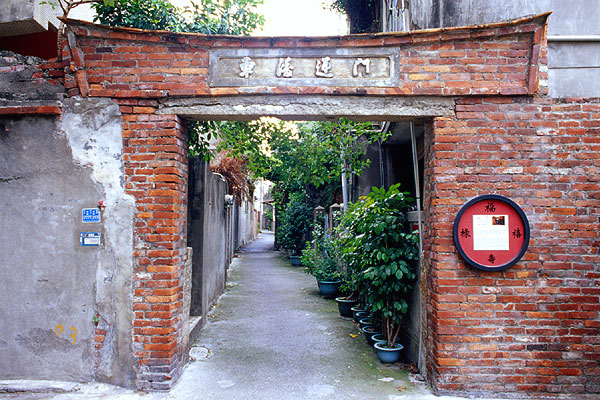
後車巷隘門2015
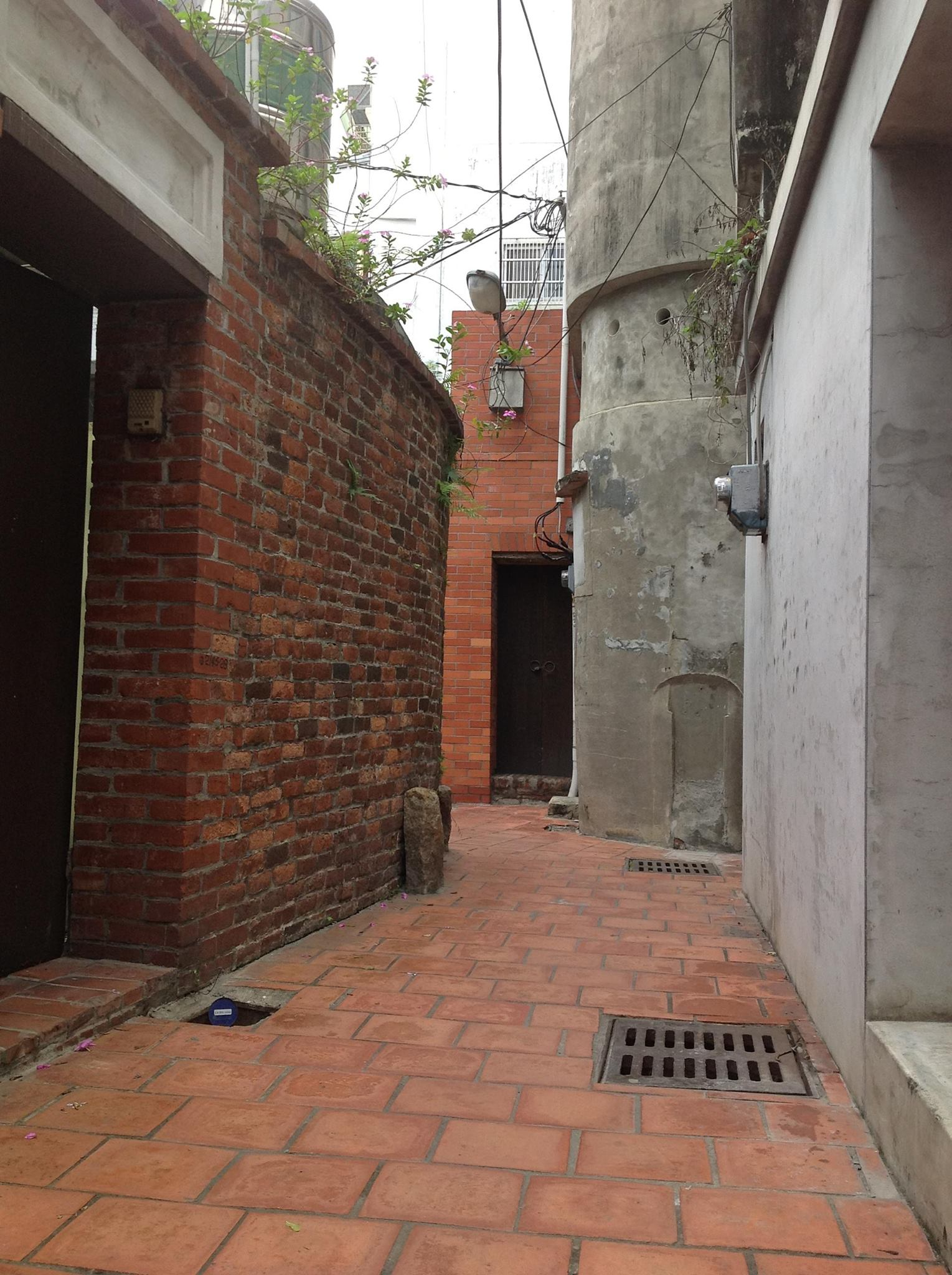
九曲巷2015
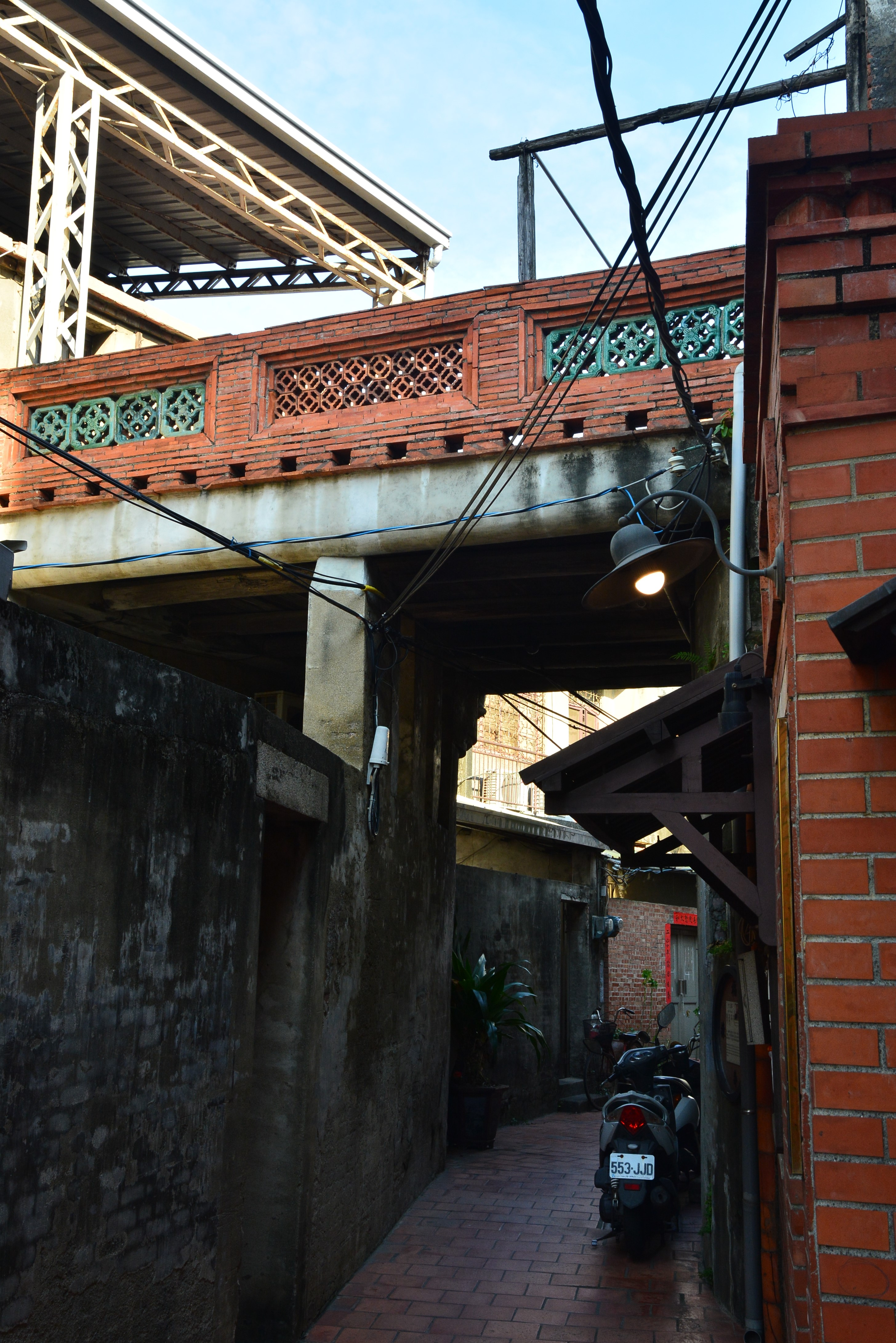
九曲巷十宜樓2019
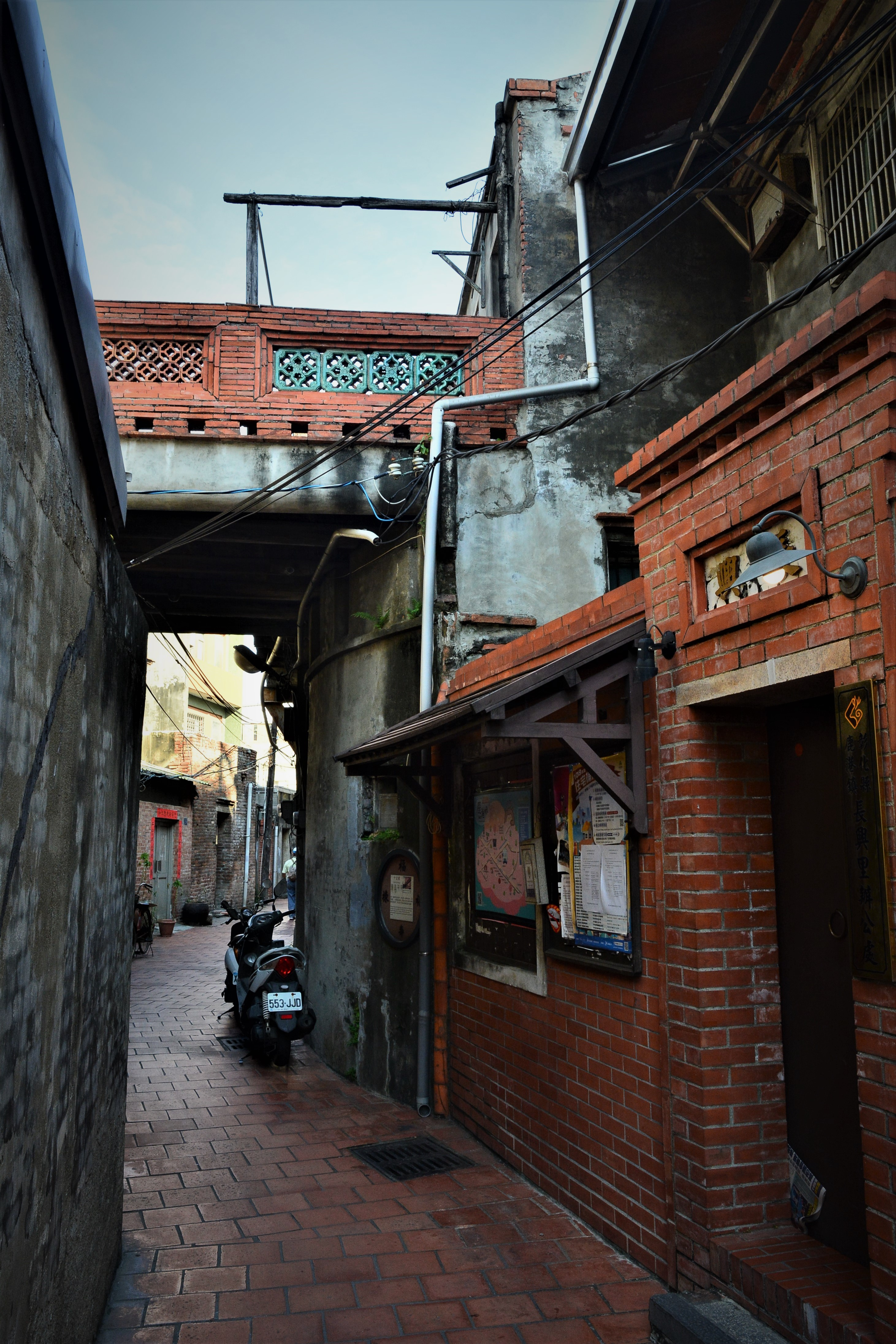
十宜樓2019
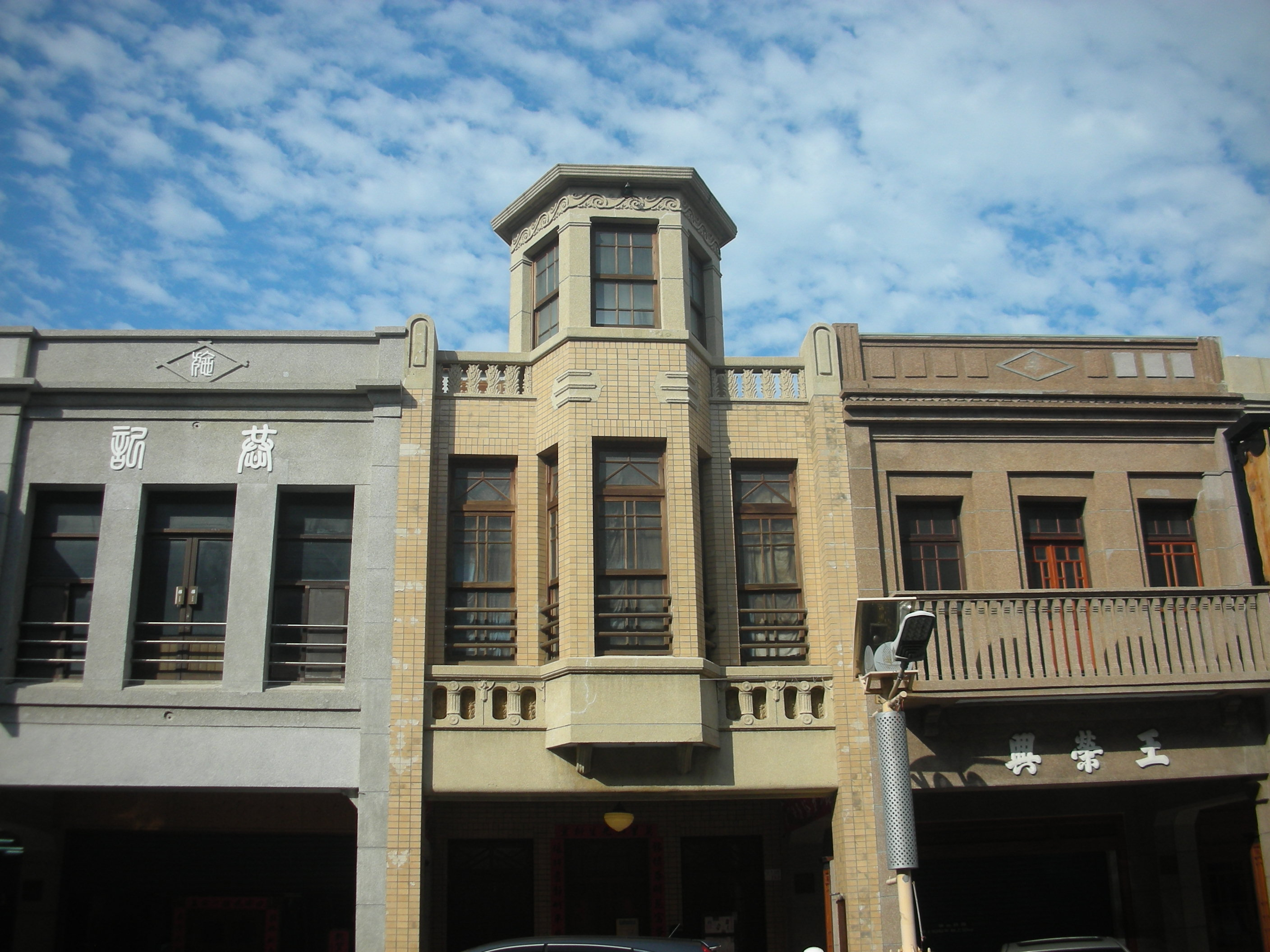
中山路152號2014
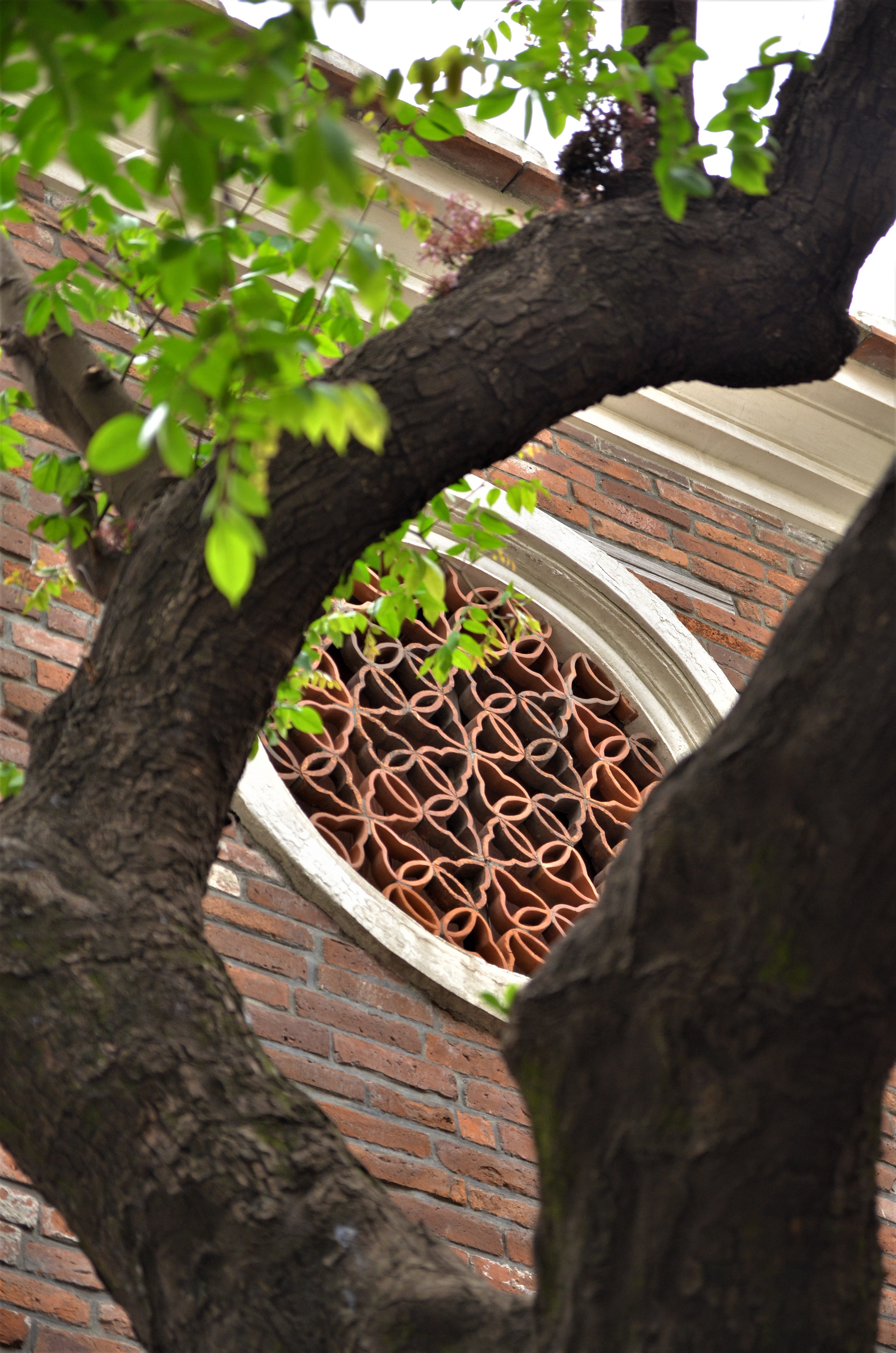
意樓天井楊桃樹2016
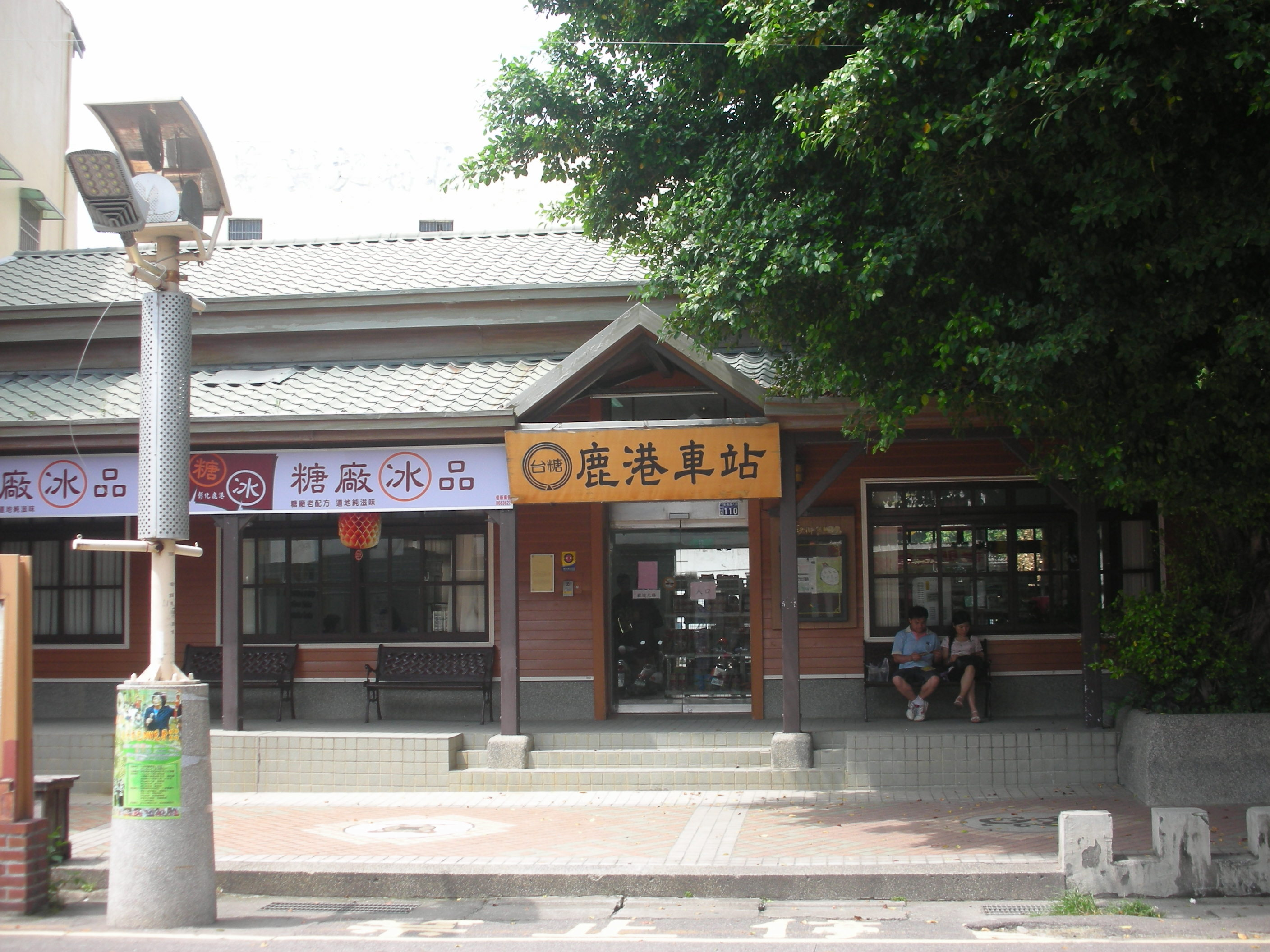
鹿港車站2014
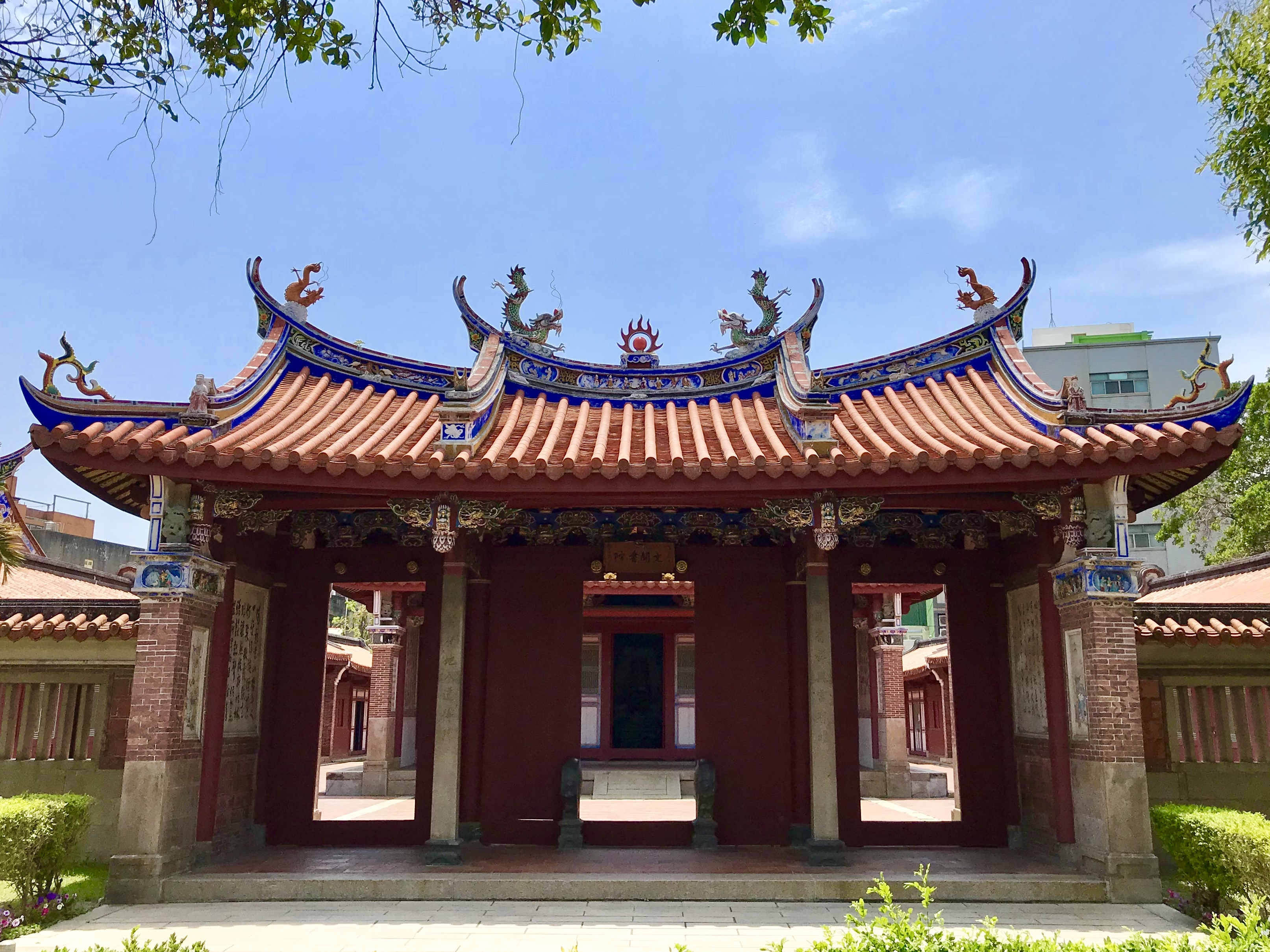
文開書院三川門2018
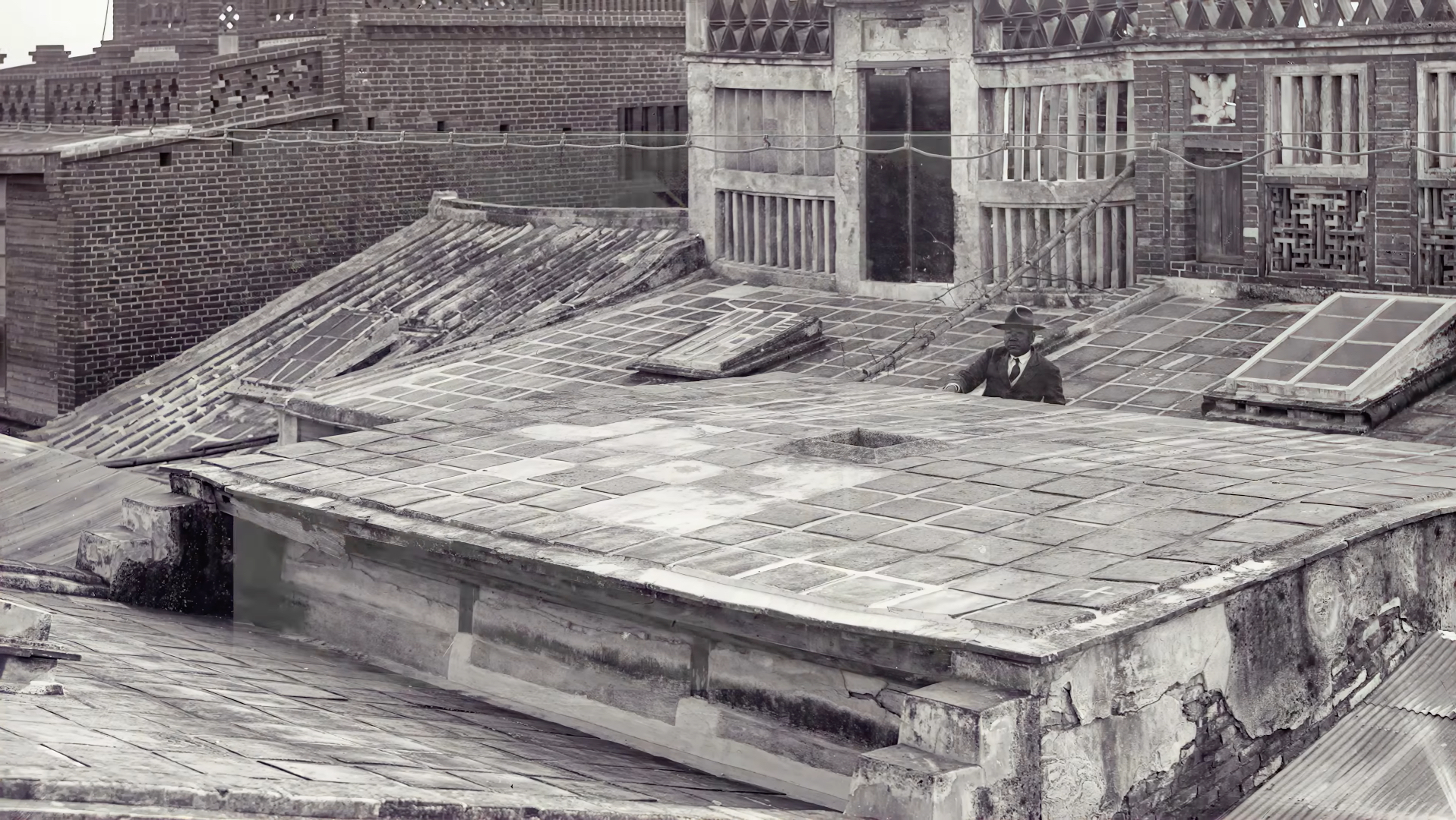
不見天街十宜樓 1934

## 沿革
清嘉慶年間陳克勸自中國大陸前至臺灣經商，並於鹿港創辦廈郊之中最大的商行「慶昌號」。在慶昌全盛時期，自慶昌意樓（今中山路121號）至慶昌十宜樓（今中山路149號）皆是陳氏家族之產業。
陳克勸（1775年—1861年），字泰卿，號曇軒，例貢生，嘉慶10年(1805) 來鹿港創立慶昌行，專營廈郊貿易，後為廈郊之牛耳。

## 家系
- 陳克勸

- 陳植柳（陳宗元）

- 長子：陳耀郁

- 三子：陳杰臣

- 次子：陳祈（陳秋鴻）

- 長子：陳培熊

- 長子：陳錫綿（陳子敏）

- 次子：陳育恩
- 三子：陳質芬（陳織雲）
- 四子：陳藻雲
- 五子：陳澄雲

- 三子：陳鳳鳴（陳耀寶）

- 三子：陳貽攀（陳培藤）

- 四子：陳耀曆（陳耀勒）

- 次子：陳培猛

- 陳宗潢（陳植梅）

- 長子：陳耀（陳耀要）

- 長子：陳培界

- 陳植知

- 次子：陳耀玨（陳耀角）

- 次子：陳 鈿

- 長子：陳鈵鏘

- 陳植竹

- 長子：陳耀黨
- 次子：陳耀烈

- 長子：陳式章
- 三子：陳培沃

- 陳植昆
- 陳宗濬

- 長子：陳耀敏

- 四子：陳培德

- 三子：陳履謙（陳祝三）

- 次子：陳團圓

- 陳宗華（陳晚香）

- 長子：陳振德（陳耀漢）

- 次子：陳培堯

- 次子：陳耀乾
- 三子：陳舜雲（陳耀頂）
- 四子：陳懷澄（陳耀河）

- 長子：陳後籛
- 次子：陳幼石
- 三子：陳仰止  

## 文學作品
鹿港竹枝詞：「九曲巷中風不到，十宜樓上士閒吟。」